# Harrisonville
Harrisonville é uma cidade localizada no estado americano de Missouri, no Condado de Cass.

## Demografia
Segundo o censo americano de 2000, a sua população era de 8946 habitantes.
Em 2006, foi estimada uma população de 9804, um aumento de 858 (9.6%).

## Geografia
De acordo com o United States Census Bureau tem uma área de
22,6 km², dos quais 22,4 km² cobertos por terra e 0,2 km² cobertos por água. Harrisonville localiza-se a aproximadamente 296 m acima do nível do mar.

## Localidades na vizinhança
O diagrama seguinte representa as localidades num raio de 20 km ao redor de Harrisonville.